# ソマリアの行政区画

2025年4月時点でのソマリアの勢力図。赤色の部分がソマリア連邦政府および連邦構成体、青色の部分がプントランド、黄色の部分がソマリランド、黒色の部分がイスラーム武装勢力。ただし内戦中のため、特に南部のイスラーム勢力地域を中心に、今後変わる可能性がある。

ソマリアは、6つの連邦構成国（Federal Member States (FMS)、stateは州とも訳される）と首都地域から成る。ただし1991年から続く内戦によって連邦政府は全国を支配しておらず、概ね北西部のソマリランド、いくつかの自治国が集まった連邦政府、南部のイスラーム武装勢力支配地域の3つに分けられる。内戦前は18の地域（当時は州と呼ばれた）に区分されており、行政機能が喪失した現在でも地域区分として統計などで用いられている（#内戦前の行政区画を参照）。

## 概要

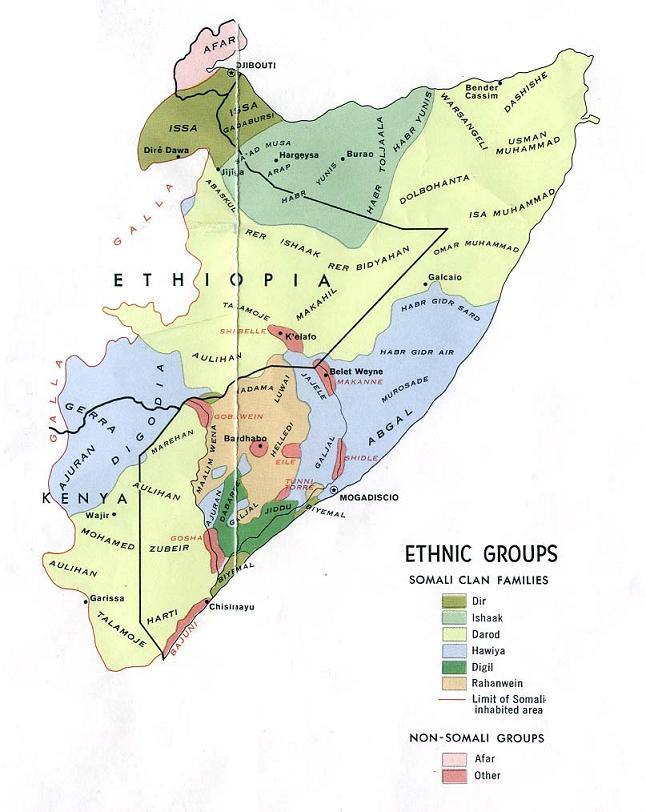
ソマリ族の氏族の分布。行政区分と大きく関係している。

ソマリアの住民の大半はソマリ族で、大きく5つの氏族に分かれており、それぞれがさらに細かい支族に分かれている。それぞれの氏族はだいたいがまとまって暮らしており、1991年の中央政府消滅後は氏族が事実上の行政単位となっている。ソマリ族は民族よりも氏族・支族を重視する傾向にあることから、内戦の原因となった。
ソマリアは1960年にイギリス領ソマリランド（当時は独立国家ソマリランド国）とイタリア領ソマリランドの合邦によって成立した国家である。ソマリア政府は地方行政制度を整備し全国で地方自治体が成立したが、1969年にモハメド・シアド・バーレ主導の軍事クーデターが発生。政権を奪取したバーレはすべての地方自治体を政府の管轄下に置いた。バーレは独裁色を強めていったが、出身氏族を優遇したため、他の氏族の不満が高まった。1986年にバーレ政権に対して各地で反乱が起こると、中央政府は地方の支配を喪失していった。政権末期には中央政府が治めるのは首都のみとなり、バーレは「モガディシュ市長」と揶揄される状況に陥った。1991年1月に反政府勢力の統一ソマリ会議がモガディシュを制圧しバーレは国外へ追放されるが、統一ソマリ会議は内部抗争を起こし分裂。混乱のさなか5月に旧イギリス領がソマリランド共和国として独立を宣言し、ソマリアは分断された。やがてソマリアは無政府状態の内戦に突入し、地方行政制度は崩壊した。
周辺諸国や国際社会の援助でソマリア暫定国民政府（2000年 - 2004年）が成立したが、中央集権制を志向したため各氏族から支持されず失敗した。国民政府を引き継いだソマリア暫定連邦政府（2004年 - 2012年）は、連邦制を採用し対立していた氏族・勢力と和解していった。2005年には暫定連邦政府のモガディシュ入りを果たしている。2012年8月、国際的に承認された中央政府としてソマリア連邦政府が成立し、これまで連邦政府と協力関係にあったプントランド、ガルムドゥグは構成体として連邦に加入した。また連邦政府は自治政府としてジュバランド、南西ソマリア、ヒーシェベリを南部の空白地帯に成立させ、再統一に向けて連邦制の整備を進めている。しかしソマリランドは依然としてソマリアへの帰属を拒否し続けており、それ以外の構成体も氏族・支族問題や域内で活動するイスラム武装組織といった不安要素を抱えている。また連邦政府と構成体の関係は必ずしも良好ではなく、政治問題で再び分裂に陥る危険性もあることから、連邦は脆弱で不安定な状況にある。

## 現在の行政区分

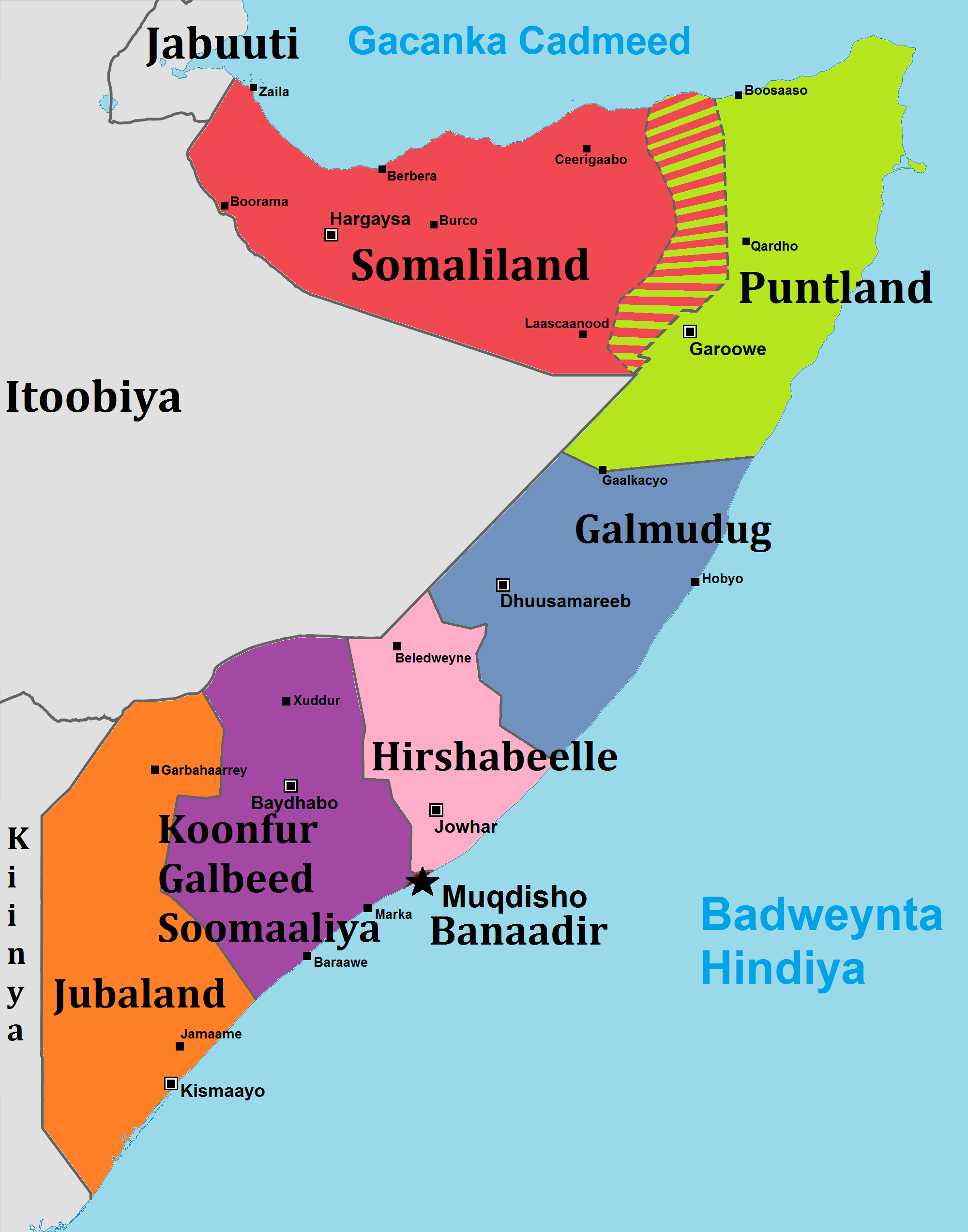
ソマリアの構成体

2012年の連邦共和国憲法では、ソマリアの行政区画は連邦政府と連邦の構成体（自治政府、地方政府）の2層と定義されている（第5章48条）。ただし憲法には構成体の数と境界は定められておらず、連邦議会の下院にあたる人民議会に委ねられている（第5章49条）。現在ソマリアには6つの構成国（自治国、自治州）と首都地域がある。なおソマリランドを構成国に含まない場合がある。例えば2021年5月にモハメド・アブドゥライ・モハメド大統領がフォーリン・ポリシーへ投書した記事では、構成国にソマリランドが言及されていない。
構成国と位置付けられているソマリランドは、1991年の建国以来ソマリアからの独立状態を保っており、連邦政府には参加していない。事実上独立国家として機能しているが、国際的には独立は承認されておらずあくまでソマリアの「自治政府」という扱いである。また各構成国の内情は様々で、プントランドは比較的安定しているが、ソマリア南部を中心にイスラーム武装勢力が実効支配しているところもあり、統治下にない地域が存在する。ソマリランド・プントランド国境近辺は両国の紛争地帯となっており、ブーホードレのように住民によって自治が行われている地域が存在する。
| 旗               | 紋章 | 構成体名                                  | ソマリ語/アラビア語/英語                                                                           | 首都         | 大統領/知事                              | 成立年         | 範囲                                                                            |
| ---------------- | ---- | ----------------------------------------- | -------------------------------------------------------------------------------------------------- | ------------ | ---------------------------------------- | -------------- | ------------------------------------------------------------------------------- |
| ソマリランドの旗 |      | ソマリランド共和国 (事実上独立状態にある) | Jamhuuriyadda Soomaaliland جمهورية صومالي لاند Republic of Somaliland                              | ハルゲイサ   | アブディラフマン・モハメド・アブドゥラヒ | 1991年5月24日  | アウダル、オーコイ・ガルベード、トゲアー、サナーグ、スール（SSC地域）           |
| プントランドの旗 |      | プントランド・ソマリア国                  | Dowladda Puntland ee Soomaaliya ولاية أرض البنط الصومالية Puntland State of Somalia                | ガローウェ   | サイード・アブドゥライ・デニ             | 1998年8月1日   | バリ、ヌガール、ムドゥグ（北部）、トゲアー（東部）、サナーグ、スール（SSC地域） |
| ガルムドゥグの旗 |      | ガルムドゥグ・ソマリア国                  | Dowlad Goboleedka Galmudug ee Soomaaliya ولاية جلمدج الصومال Galmudug State of Somalia             | ドゥサマレブ | アフメド・アブディ・カリエ               | 2006年8月14日  | ムドゥグ（南部）、ガルグドゥード                                                |
| ヒーシェベリの旗 |      | ヒーシェベリ・ソマリア国                  | Dowlad Goboleedka Hirshabeele ee Soomaaliya ولاية هيرشابيل الصومال Hirshabelle State of Somalia    | ジョハール   | アリ・アブドゥラヒ・フセイン             | 2016年10月17日 | ヒーラーン、中部シェベリ                                                        |
|                  |      | バナディール地方行政                      | Maamulka Gobolka Banaadir دولة بينادير الإقليمية Benaadir Regional Administration                  | モガディシュ | モハメド・アフメド・アミール             | 2017年4月14日  | バナディール                                                                    |
| 南西ソマリアの旗 |      | 南西ソマリア国                            | Dowlad Goboleedka Koonfur Galbeed ee Soomaaliya ولاية جنوب غرب الصومال South West State of Somalia | ブラバ       | アブディアジズ・ハッサン・モハメド       | 2014年3月3日   | バコール、ベイ、下部シェベリ                                                    |
| ジュバランドの旗 |      | ジュバランド・ソマリア国                  | Goboleedka Jubbaland ee Soomaaliya ولاية أرض جوبا في الصومال Jubaland State of Somalia             | ブアレ       | アフメッド・モハメッド・イスラム         | 2013年5月15日  | ゲド、中部ジュバ、下部ジュバ                                                    |

各構成体の境界は内戦前の行政区画である地域（州とも、後述）を基にすることが定められている（第5章49条）。また構成体は2地域以上から成ることが定められているが、首都地域は特例として1つの地域から成る。スール、サナーグ、トゲアー地域東部（SSC地域）は帰属未定と扱われている。

### ソマリランド
ソマリランドはソマリ族5大氏族の一つ、イサックが内戦早々の1991年に建てた国である。独立は国際的には承認されていないが、ソマリア政府は実効支配していない。ソマリランドが主張している領土は、ソマリア独立前にイギリスの保護領だったところであった。ただし東部のSSC地域はイサックとは別の大氏族ダロッドの居住区域であり、ここの領有権を巡ってプントランドと紛争状態にある。旧イギリス領は旧イタリア領と対比して「北部地域」とも呼ばれ、連邦議会を構成する人民議会（下院）は選挙区を「北部地域」と表記している。一方の元老院（上院）では「ソマリランド」と表記している。
旧イギリス領は内戦前の行政区画ではアウダル、オーコイ・ガルベード、トゲアー、サナーグ、スールの5地域が領土に該当するが、独立後は6州から成る独自の行政区分を設定している。この行政区分は実際のソマリ族分布と一致していなかったため、2008年3月に12州に、同5月には13州に、2014年7月に14州に改変された。ただし2008年以降の8州は議会が承認しておらず、2020年に6州へ差し戻された。

### ソマリア連邦共和国
2012年に発足。内戦後初めて国際的に承認された、ソマリア中央政府である。ただし、現状はいくつかの自治国の集まりに過ぎない。ソマリア連邦共和国の首長は大統領（President）と呼ばれるが、各自治国の首長もまた大統領と呼ばれる。構成国のうちプントランドとガルムドゥグは連邦政府成立前から存続しており、連邦政府からの自立性が比較的高い。また両国の境界が憲法で定められたように内戦前の行政区画に基づいていないのは、加入前の領土がそのまま引き継がれたことと、プントランドがムドゥグ地域からの撤退を拒否しているという歴史的経緯による。
 バナディール地方行政（モガディシュ）
ソマリア連邦共和国の大統領府、議会などが置かれている首都]地域。モガディシュはイタリア領時代から一貫してソマリアの首都であるが、1991年1月のバーレ追放以降は市内でも戦闘が頻発するようになり、市街は荒廃し治安が極度に悪化した。そのため暫定国民政府、暫定連邦政府は国外で結成された。暫定連邦政府は2005年2月にモガディシュ入りを果たしたが、2006年6月にイスラーム勢力のイスラム法廷連合に放逐された。2007年1月に暫定連邦政府が奪還して以降、安定した統治で治安は回復傾向にあるがそれでも武装組織が市内で活動しており、依然として予断を許さない状況にある。2017年4月14日に連邦の首都として単独の構成体となった。
 プントランド
プントランドはソマリ族5大氏族の一つ、ダロッドが1998年に建てた自治国である。氏族統一主義を掲げ、ダロッドが居住しているバリ、ヌガール、ムドゥグ、SSC地域の領有権を主張している。政府の実権は必ずしも政府が主張している領土の全域に及んでいないが、比較的安定している。ソマリア沖の海賊が本拠地にしているといわれているムドゥグ、エイルのいずれもプントランド内にある。建国当初はソマリアからの独立を宣言していたが、ソマリア暫定連邦政府の初代大統領にアブドゥラヒ・ユスフ元プントランド大統領が就任して以降、ソマリランドとは異なりソマリア政府に協力的な態度をとっている。だが連邦政府と意見の相違もあって2015年時点ではやや距離を置いている。プントランドでは、ソマリアの行政区画を元に9つに再編された地域に区分される。
 ガルムドゥグ
ガルムドゥグはソマリ族5大氏族の一つ、ハウィエが2006年に建てた自治国である。この名称は旧行政区分の「ガルグドゥード地域」「ムドゥグ地域」から成るとして付けられたものだが、ムドゥグ地域の北部はプントランドが支配している。建国当初からソマリアの自治国になることを表明しているが、領土問題を抱えるプントランドとは関係があまりよくない。連邦の構成体となるためソマリア中部州に参加したが、程なくして瓦解している。2018年3月に中部州を引き継ぐ形で連邦構成体となった。建国当初の首都はガルカイヨ（南部のみ）、2015年4月から2018年3月まではアダド、現在はドゥサマレブ。
ソマリア中部州（2014年 - 2018年）
かつて存在した連邦構成体。ソマリア中部の勢力であるガルムドゥグ、ハイマン・アンド・ヒーブス、アル・スンナ・ワル・ジャマー（ASWJ）が形成に向けて2014年より協議を行っていた。紆余曲折の末2015年4月17日に暫定行政が開始されたが、不満を抱いたASWJが州都ドゥサマレブを占領し独自の中部州政府の成立を宣言。ガルムドゥグを中心とした「正当な」中部州政府はアダドへ避難し、中部州には2つの政府が並立する事態になった。その後も対立が続いたが、2017年12月6日にガルムドゥグとASWJは中部統一の協定を締結し、2018年3月27日よりガルムドゥグがASWJを吸収する形でソマリア中部が統一された。
 ヒーシェベリ
旧ヒーラーン地域と中部シェベリ地域から成り、国名は両地名を合わせたものになっている。2016年に設立され、構成国としては最も新しい。
 南西ソマリア
南西ソマリアはソマリ族5大氏族の一つ、ラハンウェインが主に住む自治国である。元々は2002年4月に暫定国民政府に対抗するソマリア和解再生評議会のラハンウェイン抵抗軍が設立した独立国家であった。初代南西ソマリア政府は2004年成立の暫定連邦政府へ参加したことでソマリアの自治政府となったが、2006年2月10日にイスラム法廷連合の攻撃を受け自然消滅。その後連邦政府は再建を決定し、2014年10月29日の話し合いにより従来の行政区分でベイ地域、バコール地域、下部シャベレ地域が相当すると決めら執りれた。11月18日にはシャリフ・ハッサン・シェイハ・アデンが大統領に選ばれた。首都はブラバではあるが、2017年7月の正式発足時はバイドアで行政を執り行っていた。
 ジュバランド
ジュバランドはダロッド（オガデン、マレハン）、シェークハール、ラハンウェインなど、多数の氏族の居住地域である。1925年までイギリス領だったこの土地の歴史は、その後も複雑であり、ソマリア内戦後もここを支配する勢力が幾度も変わった。連邦政府は2013年5月に自治政府を設立し、軍閥ラスカンボニ運動のリーダーアフメド・モハメド・イスラムが大統領を務めている。従来の行政区分では、ゲド地域、下部ジュバ地域、中部ジュバ地域が相当する。ただしゲド地域の支配力は弱く、イスラーム武装勢力アル・シャバブの力も強い。

### 自治政府
SSC-チャツモ
ソマリランドとプントランドの係争地であるSSC地域の一部を統治する自治政府。デュルバハンテを中心とする。首都はラス・アノド。はじめは「チャツモ国」として2012年にソマリランドから独立を宣言したが、間もなく勢力は衰退し2017年にソマリランドに吸収された。2022年12月より反ソマリランド運動が盛り上がり、2023年2月6日にSSC-チャツモの樹立が宣言された。ソマリア政府は同年10月19日にSSC-チャツモを承認したが、正式な連邦構成体としては認めていない。

### イスラム過激派組織
イスラム主義を掲げている武装集団の実効支配地域。特定の氏族によらず、イスラムによる統治を行っていることが他の勢力とは異なる点として挙げられる。またソマリア政府と敵対しており、一部の国ではテロ組織として認定されていることがある。支配地域は政情が不安定なソマリア南部に多く、逆に比較的安定しているソマリランドとプントランドには少ない。同じくイスラム主義を掲げているアル・スンナ・ワル・ジャマーはソマリア政府に協力しているため、ここには含めていない。
- イスラム法廷連合（Islamic Courts Union）は、1994年にイスラム法学者・法廷を中心に結成され、イスラムによるソマリアの再統一を掲げた。2000年後半に一度弱体化したが、2004年頃に勢いを取り戻しソマリア南部を次々と制圧した。2006年6月2日にはモガディシュ入りを果たし、「イスラム法廷会議」へ改称。2006年12月末には中部まで勢力を広げ、ムドゥグ地域のガルカイヨ近辺まで到達した。しかし同月27日に指導者が辞任すると内部分裂を起こし衰退した[17]。穏健派はのちにソマリア政府へ合流し、かつての指導者シェイク・シャリフ・シェイク・アフマドはソマリア大統領に選ばれた。
- アル・シャバブ（Al-Shabaab）は、イスラム法廷会議の一部の過激派が結成した。シャリーアによる厳格な法体系を支配地域に適用していることで知られる。ポスト法廷会議としては最も勢力の強い組織で、一時期はソマリア南部の大半を支配したことがある。しかし、ソマリア政府軍やアフリカ連合軍（および隣国ケニア、エチオピア）の反攻によって主要都市のほとんどを失った。それでも小さな村落などを拠点に今も活動を続けている。
- ISILソマリア（ISIL-Somalia）は、ISILのソマリア支部。アル・シャバブの元構成員が旗揚げし、プントランドの山岳地帯を拠点に活動している。
- ヒズブル・イスラム（Hizbul Islam）は、ソマリア政府とアル・シャバブのどちらの陣営にも属さない軍閥によって2009年2月に結成され、ソマリア南部ではアル・シャバブと並ぶイスラム系武装組織であった。2009年9月にアル・シャバブへ宣戦布告を行ったが、2010年12月に降伏した。

### その他の勢力
上記以外でも、ソマリアには独立を主張する地域がある。ただし、国際的な承認が無いのはもちろんの事、国家としての体裁も整えていない場合も多い。
次の表はこれまでソマリアで独立・自治宣言を実施した「国家」、軍閥等勢力の一覧である。小規模な国家は情報に乏しく、実効支配地域や消滅時期など不明な点は多い。
地域のうち、一部は以下の略称を使用している。
- シェベリ地方：中部シェベリ地域、下部シェベリ地域
- ジュバランド地方：ゲド地域、中部ジュバ地域、下部ジュバ地域
- ジュバ地方：中部ジュバ地域、下部ジュバ地域

| 旗           | 国名                                   | ラテン文字表記             | 成立年         | 消滅年         | 地域 (首都)                                   | 概要 |
| ------------ | -------------------------------------- | -------------------------- | -------------- | -------------- | --------------------------------------------- | --- |
|              | アウダル共和国                         | Awdal Republic             | 1995年2月13日  | ?              | アウダル地域                                  | 5大氏族の一つディルの支族イッサとガダブウルシが建国。 |
|              | アウダルランド                         | Awdalland                  | 2010年         | 2011年?        | アウダル地域 (ボラマ)                         | アウダル共和国を継承。正式名称はアウダルランド共和国。ガダブウルシによって2009年に独立計画が発表され、2010年に独立宣言。ソマリアへ帰属を要求。2011年ごろにソマリランドがアウダル地域を平定し、その際に消滅したとみられる。 |
|              | ゼイラ・アンド・ルーガヤ国             | Saylac and Lughaya         | 2012年2月7日   | 2012年         | アウダル地域 (ゼイラ)                         | 2011年に建国され、2012年2月7日に独立を宣言。当初は ゼイラ国と名乗っていたが、後にルーガヤが加わった。ソマリアへの帰属を要求したが、すぐにソマリランドに鎮圧された。 |
|              | マーヒル                               | Maakhir                    | 2007年7月1日   | 2009年1月11日  | サナーグ地域 (バハン)                         | プントランドより独立宣言。SSC地域北部（サナーグ州）を領土とし、ノースランド国の北にあった。プントランドと復帰交渉を行い、2009年選挙への参加を条件にプントランドへ復帰した。 |
| ソマリアの旗 | ノースランド国                         | Northland                  | 2008年5月1日   | 2009年1月11日  | スール地域 (ラス・アノド)                     | SSC地域南部（スール州）で建国。首都ラス・アノドはソマリランドの実効支配下にあり、議会は一度も開かれなかった。有力支族が2009年プントランド選挙に参加したことにより瓦解した。 |
|              | SSCソマリア                            | Sool Sanaag Cayn           | 2010年         | 2012年1月12日  | SSC地域 (ラス・アノド)                        | ノースランド国崩壊後に誕生。公式の首都はラス・アノドだったが、実際はブーホードレであった。2012年にチャツモ国へ発展解消。 |
|              | チャツモ国                             | Khaatumo                   | 2012年1月12日  | 2017年10月20日 | SSC地域 (ターレ→ラス・アノド)                 | SSCソマリアを前身とする。ソマリアへ帰属を要求し、一時期ではあるがソマリア政府から承認されたことがある。ソマリランド政府との長期交渉の末、ソマリランドへ吸収された。しかし2020年7月時点で協定は完全に履行されておらず、独立状態を維持している。2023年にはSSC-チャツモが樹立された。 |
|              | ラス・アセイヤー国                     | Ras-Aseyr State            | 2011年4月17日  | 2011年8月18日? | バリ州 (バーガル)                             | ダロッドの支族マジーティーンのSiwaqroonが中心。プントランド政府がこの地域の開発を後回しにしたことで、住民は不満を抱き独立を宣言した。大統領はモハメド・ファラー・ドクサ・ジョーグ。プントランドは鎮圧のため軍隊を首都バーガルへ派遣し、8月に奪還した。10月にジョーグ大統領が新閣僚を指名したことから、少なくとも亡命政府としてある程度の期間は存続したとみられる。                                                                     |
|              | カルカール国                           | Karkaar State              | ?              | ?              | バリ地域                                      | バリ地域南部。プントランドの行政区画には同じ場所にカルカール州が存在する。情報があまりなく、2013年以前に成立したことがわかる程度である。 |
|              | タナドランド                           | Tanadland                  | 2008年8月2日   | 2012年1月12日  | ムドゥグ地域 (ガルカイヨ)                     | 2008年8月、プントランド領ガルカイヨで成立。2012年1月に西プントランド国へ移行した。理由は不明だが、旗（カントン部分）に日本の軍艦旗である旭日旗がデザインされており、国章は旭日旗がそのまま使われている。 |
|              | 西プントランド国                       | West Puntland State        | 2012年1月12日  | 2014年1月7日   | ムドゥグ地域 (ガルカイヨ)                     | 2012年1月、タナドランドから移行。2014年1月7日に消滅した。 |
|              | アル・スンナ・ワル・ジャマー           | Ahlu Sunna Waljama'a       | 1991年         | 2018年         | ソマリア中部ほか                              | 様々な氏族で構成される軍閥。2013年時点でムドゥグ、ゲド、ガルガドゥード地域のほぼ全域とヒラーン、中部シェベリ、バコール地域の一部を実効支配しており、ソマリア中部では比較的有力な勢力である。厳格なイスラーム主義を採るアル・シャバブとは敵対しており、2010年3月以降はソマリア政府に協力している。2015年4月のソマリア中部州構想ではガルムドゥグと対立し中部州分断のきっかけを作ったが、2017年12月に和解し翌年にガルムドゥグへ合流した。 |
|              | ハイマン・アンド・ヒーブス             | Himan and Heeb             | 2008年6月12日  | 2015年4月17日  | ガルグドゥード (アダド)                       | 5大氏族の一つラハンウェイン、シェークハール、マディバン、ディル、ジャレーウェイン（バントゥー系）が中心となって自治を宣言。ソマリア中部の有力な勢力の一つであった。ソマリア中部州に合流し消滅した。 |
|              | ガルヒーラーン・アンド・ハラードヒヤー | Gal-Hiran and Haradhere    | 2010年9月23日  | ?              | ガルグドゥード地域、ヒーラーン地域            | ハウィエの支族Ayrが建国。ガルグドゥード地域とヒーラーン地域の一部の領有権を主張。暫定連邦政府と関係を持っていた。 |
|              | エル・ブール国                         | El-Bur State               | 2011年6月5日   | ?              | ガルグドゥード地域 (エル・ブール)             | エル・ブール地区の自治を宣言。少なくとも2012年11月までは存続している。 |
|              | マリーグ国                             | Mareeg                     | 2011年4月      | ?              | ガルグドゥード地域 (マリーグ)                 | マリーグで成立。他の地域との港と道路の整備を呼び掛けた。 |
|              | ソマリア中部国                         | Somali Central State       | 2011年         | ?              | ガルグドゥード地域 (アブドゥワク)             | ダロッドのマレハンが建国。連邦構成体のソマリア中部州とは関係が無い。ガルグドゥード地域、ムドゥグ地域の一部の領有権を主張している。アブドゥワクをめぐってアル・スンナ・ワル・ジャマーと対立し、モハメド・ハシ・アブディ大統領が捕虜になる事件が起こった。 |
| ソマリアの旗 | ガルグドゥード国                       | Galgaduud State            | 2011年4月      | ?              | ガルグドゥード地域                            | ガルグドゥード地域全域の領有権を主張。大統領はアブディラシッド・モハメド・ディリー。 |
|              | ワーフ・アンド・ワーディ               | Waax and Waadi             | 2011年3月      | ?              | ガルグドゥード地域                            | ガルグドゥード地域とジュバ渓谷の一部の都市を統治した。大統領はアリ・オマール。 |
|              | ドゥーホ国                             | Dooxo State                | 2011年         | ?              | ガルグドゥード地域、ムドゥグ地域              | ガルグドゥード地域とムドゥグ地域のそれぞれ一部地域の領有権を主張。バシール・アブドゥラヒ・アブシール。 |
|              | ビラ・クバン国                         | Bila Quban State           | 2011年4月12日  | ?              | ガルグドゥード地域 (Sheikhow Gab)             | 2011年4月に成立。4州20地区に区分される。 |
|              | シェベリ渓谷国                         | Dooxada Shabelle           | 2011年4月13日  | 2012年11月3日? | ヒーラーン地域                                | 別名Shabelle Valley Administration (SVA)。不特定多数の民兵組織を所有し、アル・スンナ・ワル・ジャマーとはヒーラーン地域の支配をめぐってしばし対立している。大統領はアブディファタ・ハッサン・アフラ。2012年11月、ソマリア政府はアフラをヒーラーン地域知事に任命し、アフラはこれを了承したためSVAは消滅した可能性がある。 |
|              | ヒーラーン国                           | Hiran State                | 2010年8月10日  | ?              | ヒーラーン地域                                | ヒーラーン地域全域の領有権を主張。大統領はモハメド・アブディ・ガブ。競合するガルヒーラーン、シェベリ渓谷国とは対立している。 |
|              | ヒーラーンランド国                     | Hiranland State            | 2010年9月      | ?              | ヒーラーン地域                                | 大統領はムクター・シェイク・アブディリサク。シェベリ渓谷国とアル・スンナ・ワル・ジャマーの戦闘地域にもかかわらず独自の軍隊を持っておらず、影響力は限定されている。 |
|              | ヒーラーン・アンド・ミッドランド国     | Hiiraan and Midland State  | 2010年6月      | ?              | ヒーラーン地域                                | 大統領はアブディカディア・アダン・アブディ。 |
|              | 中部シェベリ国                         | Shabeelaha Dhexe State     | 2009年1月      | ?              | 中部シェベリ地域                              | 中部シェベリ地域の領有権を主張。大統領はアリ・アダヘイ・ジャウィレ。 |
|              | バナディール国（ベナディリ人）         | Banadir                    | 2011年         | ?              | バナディール地域、下部シェベリ地域            | アラブ系のベナディリ人が建国。ベナディリ人はバナディール地域、下部シェベリ地域のマルカ、ブラバに多く居住しており、コミュニティを代表するものとされている。大統領はアバ・アウォ・ハジ。 |
|              | バナディール国（アリ政権）             | Banadir State              | 2012年3月      | 2012年3月      | バナディール地域、シェベリ地方 (モガディシュ) | バナディール、下部シェベリ、中部シェベリ地域の領有権を主張。大統領はモハメド・アブディラマン・アリ。建国式典にソマリア軍が乱入したことで発足することは無かった。アリ大統領は該当地域を統治する法的権利を所持していると主張している。 |
|              | ジン・ウェビ                           | Jiin-webi                  | 2011年10月1日  | ?              | ソマリア南部                                  | バントゥー系住民によって建国。下部シェベリ、中部シェベリ、下部シェベリ、中部ジュバ、ヒーラーン地域の農民から構成される。大統領はモハメド・アフメド・フセイン。 |
|              | バナディールランド                     | Banaadirland               | 2011年12月     | ?              | バナディール地域、シェベリ地方 (モガディシュ) | バナディール、中部シェベリ、下部シェベリ地域の領有権を主張。大統領はアブドゥレ・ハッサン・ヌロー。 |
|              | ハマー・アンド・ハマーダウェ国         | Xamar iyo Xamr Daye State  | 2011年5月15日  | ?              | バナディール地域、中部シェベリ地域            | 英語名Hamar and Hamardaye。バナディール、中部シェベリ地域の領有権を主張。大統領はジブリル・ハジ・モハマド。 |
|              | ワガーディヒ国                         | Wargaadhi State            | 2011年5月      | ?              | 中部シェベリ地域                              | 中部シェベリ地域の領有権を主張。大統領はユスフ・フンドゥベイ。 |
|              | ヒー・アンド・マーンヨ国               | Hir iyo Maanyo             | 2011年         | ?              | シェベリ地方                                  | 下部シェベリ、中部シェベリ地域の領有権を主張。大統領はアハメド・バジュー。 |
| ソマリアの旗 | アブウェイン国                         | Abweyn State               | 2011年9月      | ?              | バナディール地域、シェベリ地方                | バナディール、下部シェベリ、中部シェベリ地域の領有権を主張。大統領はアブドゥラヒ・アブディ・モハメド。 |
|              | エル・ブラ国                           | Ceelbaraf State            | ?              | ?              | 中部シェベリ地域?                             | モガディシュの北にあるエル・ブラ（英語訳例：El Braf）で建国された。 |
|              | 南西ソマリア（ラハンウェイン抵抗軍）   | Southwestern Somalia       | 2002年4月1日   | 2006年2月10日  | ベイ地域、バコール地域                        | ラハンウェインが中心のラハンウェイン抵抗軍が建国。正式国名は南西ソマリア国。領土はベイ、バコール地域。大統領はハサン・ムハンマド・ヌール・シャティガドゥド。最初は独立を宣言したが、2004年以降は暫定連邦政府に参加している。2006年2月にイスラム法廷連合の攻撃を受け自然消滅。なおラハンウェイン抵抗軍は2014年に再建された南西ソマリア自治政府に関与していない。                                                                        |
|              | 南西ソマリア国（モハメド政権）         | South West State           | 2011年4月      | ?              | ソマリア南部                                  | ラハンウェイン抵抗軍の南西ソマリアの継承国を自称。ゲド、ベイ、バコール、中部ジュバ、下部ジュバ地域の領有権を主張。大統領はサイード・アリ・シェイク・モハメド。なお同名・同一地域の政権（アリ・アブディ・バーブ大統領）があるが、両者の関係性は不明。 |
|              | ヒンターランド連邦国                   | Federated Hinterland State | ?              | ?              | ソマリア南部 (ブラバ)                         | バナディール以南（下部ジュバ、中部ジュバ、ゲド、下部シェベリ、ベイ、バコール）の領有権を主張する地図が存在するが、暫定憲法では下部シェベリ、下部ジュバ、中部ジュバ地域が領土とされている。憲法採択日は不明。 |
|              | ジュバランド（モルガン政権）           | Jubbaland                  | 1998年9月3日   | 1999年6月11日  | ジュバランド地方 (キスマヨ)                   | 軍閥ソマリア愛国運動のモハメド・サイド・ヘルシ・モルガン（ダロッドの支族マジェルテーン出身）が独立宣言。正式国名はジュバランド国。1999年6月、ソマリ連合軍にキスマヨを制圧され崩壊したが、その後もモルガンらは抵抗運動を続けた。 |
|              | ジュバランド（ジュバ渓谷連合）         | Jubbaland                  | 2001年6月18日  | 2006年9月24日  | ジュバランド地方 (キスマヨ)                   | モルガンを追放したソマリア連合軍が樹立した政権。2001年にジュバ渓谷連合へ改称し、暫定国民政府へ参加した。2006年9月、イスラム法廷連合にキスマヨを制圧され崩壊。 |
|              | アザニア                               | Azania                     | 2011年4月3日   | 2013年5月15日  | ジュバランド地方 (ブアレ)                     | ケニアの支援の下成立。正式国名はアザニア共和国、大統領はモハメド・アブディ・モハメド。ジュバランドの継承国として、ソマリア政府側のラスカンボニ運動と対立した。自治政府の形成に伴い消滅。 |
|              | ジュバランド（アリ政権）               | Jubbaland                  | 2010年12月19日 | ?              | ジュバランド地方、ベイ地域、バコール地域      | ジュバランド地域に加えベイ、バコール地域の領有権を主張した。 大統領はモハメド・ラシッド・ハジ・アリ。 |
|              | ジュバランド（ドゥアーレ政権）         | Jubbaland                  | 2012年1月      | ?              | ジュバランド地方                              | アザニアの対抗勢力で、アザニアとケニアの関係に疑問を持つ住民に支持された。大統領はモハメド・ファラー・ドゥアーレ。 |
|              | ジュバ・アンド・シェベリ               | Jubba and Shabelle         | 2011年7月5日   | ?              | ジュバランド地方、ベイ地域                    | ラハンウェインとバントゥー系住民に支持された。ジュバランド地域南部とベイ地域の一部の領有権を主張。大統領はアブディ・オスマン・オマール。 |
|              | ジュバ・ラス                           | Jubba-Ras                  | 2011年1月8日   | ?              | ジュバ地方 (ジリブ)                           | ディルの支族Bimaalが支持。下部・中部ジュバ地域の領有権を主張。首都はジリブ。大統領はアブディ・カーディ・モハムド・ユスフ。 |
|              | ジュバ・ジャシーラ                     | Jubba-Jasiira              | 2011年?        | ?              | ジュバ地方南部                                | ディルの支族Shiiqaalが支持。ジュバ地域（下部・中部ジュバ地域）南部の領有権を主張している。成立した日付は不明で、2011年1月3日にアブディ・アハメド・オスマンが大統領に就任。 |
|              | グリーンランド国                       | Greenland State            | 2010年11月21日 | ?              | ジュバ地方                                    | 北アメリカのグリーンランドとは関係がない。ジュバ地域の領有権を主張。大統領はモハメド・イブラヒム・アフクレ。 |
|              | アガラーン渓谷国                       | Dooxada Cagaaran State     | 2011年5月8日   | ?              | ジュバ地方                                    | 国名はソマリ語で「緑の渓谷」。ジュバ地域の領有権を主張。大統領はアリ・モハメド・イブラヒム。 |
|              | ウドゥブランド国                       | Udubland State             | 2011年2月17日  | ?              | ジュバ地方、下部シェベリ地域                  | ジュバ地域、下部シェベリ地域の領有権を主張。大統領はイブラヒム・アブドゥラヒ・アド。 |
|              | シェベリ・ジュバ国                     | Shabelle-Jubba State       | 2012年4月6日   | ?              | ソマリア南部                                  | ソマリア南部の6地域（下部ジュバ、中部ジュバ、ゲド、ベイ、バコール、下部シェベリ）の領有権を主張。大統領はアブディカディール・ヌール・アウォ。 |
|              | ゲドランド自治区                       | Gedoland                   | 2007年12月1日? | ?              | ゲド地域 (ガーバハレ?)                        | ゲド地域の自治を宣言。ダロッドの支族サデの自治区と推定される。 |
|              | ジュバ・ガナーン国                     | Jubba Ganaane State        | 2016年1月10日  | ?              | 中部ジュバ、ゲド地域 (ブアレ)                 | ラハンウェインが中心。中部ジュバ、ゲド地域の領有権を主張。初代大統領はアブドゥラヒ・シェイク・ハッサンだったが同年2月26日に病死した。後任者は不明。なお4月の抗議声明は副大統領が出している。なお2012年1月12日にも同名の国がゲド地域のワジドで建国されているが、国旗が若干異なる。 |
|              | ゲール国                               | Geel State                 | ?              | ?              | ソマリア南部                                  | ジュバランドの一部、内シェベリ（バルデラ）、内ヒーラーン地域の領有権を主張している。 |

## 内戦前の行政区画
1991年1月のバーレ政権が崩壊する前の行政区画である。この頃には既に地方行政制度は破綻していたが、中央政府の消滅によって完全に実体を失った。ただし後継の暫定政権は詳細な行政区画を定めなかったことや、各勢力の支配地域は流動的で境界が曖昧であったことから、地域区分として現在でも国際機関等で使用され続けている。
当時のソマリアの行政区画は、州と地区（または県）の2層であった。ただし数は資料によって変動がある。
- 2000年4、5月に開催されたジブチでの和平会議の資料によると、1990年12月31日時点で18州90地区となっている[44]。
- 2012年に国際連合人道問題調整事務所（OCHA）が作成した地図によると、18州89地区である。上記の資料とは一部の州で地区の数が異なる[45][46]。
- アメリカ議会図書館の連邦調査部が1993年に作成した「Country Studies」では、1991年1月のバーレ政権崩壊直前の行政区画を16州84地区としている[47]。日本の外務省が公開している「海外安全情報」では、16州の地図が使用されている[48]。

ここではOCHAが作成した地図を基にした行政区画（18州89地区）で説明する。
ソマリアにおける人口統計は、実情を正確に反映することができていない。大きな原因は内戦であるが、他に国勢調査が1975年を最後に行われていないことが挙げられる（1985/86年は結果を未公表）。国勢調査は人口を推定するにあたって基となる重要なデータであるため、長年実施されていない場合は推定人口が現実と乖離しやすくなる。また遊牧民や国内避難民（IDP）といった流動的な住民が相当数存在し、人口が変動しやすいことが挙げられる。2014年のUNFPAの調査結果によると、総人口の約26パーセント（約320万人）が遊牧民で、約9パーセント（約110万人）が国内避難民となっている。人口統計は年度・作成元の異なる以下の3種類を使用した。
- UNDP (2005)：国際連合開発計画（UNDP）が2005年に作成。総人口は7,502,654人。バナディール州の地区まで網羅されているが、国内避難民が含まれているかは不明。地区数は90より多い[49]。
- UNFPA (2014)：国際連合人口基金（UNFPA）とソマリア政府が2014年に共同で実施した、内戦以来初めてとなる全国規模の世帯サンプル調査。総人口は12,316,895人。国勢調査ではないが、比較的信頼できるデータとされる[50]。
- OCHA (2019)：国際連合人道問題調整事務所（OCHA）が年2回作成している「Humanitarian Needs Overview Somalia」で使われている人口統計。2019年の数値で、総人口は12,327,530人[51]。

### 地域（州）

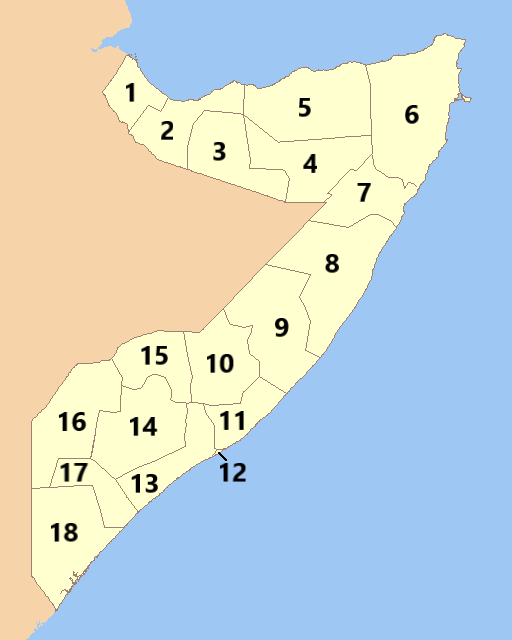
従来の州の区分。

内戦前のソマリアの第一級行政区画は、州（ソマリ語: Gobol (単数)、英語: Region)と呼ばれる。ただし現在は行政区画としての実体がなく、また連邦の構成体が州（英語でState）とも訳されることから、混同を防ぐためここでは「地域」として説明する。
総数は18地域で、内訳は旧イギリス領が6地域、旧イタリア領が12地域である。なお旧イタリア領を「南部地域」、旧イギリス領を「北部地域」と呼ぶが、これは行政区画（かつての州）ではない。資料によって16地域となっているのは、1984年のアウダル州（オーコイ・ガルベード州より）とスール州（ヌガール州より）の作成が反映されていないためである（#ソマリア民主共和国の節を参照）。名称は方位・位置を意訳する場合と、ソマリ語の表記に忠実な2通りがある。
| #  | 名称                                     | 名称              | 名称            | 首府           | 面積 (km2) | 人口      | 人口      | 地区数 |
| #  | 日本語名                                 | 英語訳例          | ソマリ語名      | 首府           | 面積 (km2) | 2014年    | 2019年    | 地区数 |
| -- | ---------------------------------------- | ----------------- | --------------- | -------------- | ---------- | --------- | --------- | ------ |
| 1  | アウダル地域                             | Awdal             | Awdal           | ボラマ         | 21,374     | 673,263   | 724,573   | 4      |
| 2  | オーコイ・ガルベード地域（北西地域）     | North West        | Woqooyi Galbeed | ハルゲイサ     | 28,836     | 1,242,003 | 1,321,524 | 3      |
| 3  | トゲアー地域（トグデール）               | Togdheer          | Togdheer        | ブラオ         | 38,663     | 721,363   | 755,795   | 4      |
| 4  | スール地域                               | Sool              | Sool            | ラス・アノド   | 25,036     | 327,428   | 360,431   | 4      |
| 5  | サナーグ地域                             | Sanaag            | Sanaag          | エリガボ       | 53,374     | 544,123   | 562,067   | 3      |
| 6  | バリ地域（東地域）                       | East              | Bari            | ボサソ         | 70,088     | 719,512   | 712,934   | 6      |
| 7  | ヌガール地域                             | Nugal             | Nugaal          | ガローウェ     | 26,180     | 392,698   | 337,589   | 3      |
| 8  | ムドゥグ地域                             | Mudug             | Mudug           | ガルカイヨ     | 72,933     | 717,863   | 627,725   | 5      |
| 9  | ガルグドゥード地域                       | Galguduud         | Galguduud       | ドゥサマレブ   | 46,126     | 569,434   | 427,809   | 5      |
| 10 | ヒーラーン地域                           | Hiran             | Hiraan          | ベレトウェイン | 31,510     | 520,685   | 422,994   | 3      |
| 11 | 中部シェベリ地域（シャベーラハ・デヘ）   | Shabeellaha Dhexe | Middle Shebelle | ジョハール     | 22,663     | 516,036   | 436,760   | 4      |
| 12 | バナディール地域                         | Banadir           | Banaadir        | モガディシュ   | 370        | 1,650,227 | 2,228,463 | 16     |
| 13 | 下部シェベリ地域（シャベーラハ・ホーセ） | Shabeellaha Hoose | Lower Shebelle  | マルカ         | 25,285     | 1,202,219 | 911,502   | 7      |
| 14 | ベイ地域（バイ）                         | Bay               | Bay             | バイドア       | 35,156     | 792,182   | 846,599   | 4      |
| 15 | バコール地域                             | Bakool            | Bakool          | フドゥール     | 26,962     | 367,226   | 284,354   | 5      |
| 16 | ゲド地域                                 | Gedo              | Gedo            | ガーバハレ     | 60,389     | 508,405   | 430,941   | 6      |
| 17 | 中部ジュバ地域（ジュバダ・テヘ）         | Jubbada Dhexe     | Middle Juba     | ブアレ         | 9,836      | 362,921   | 286,539   | 3      |
| 18 | 下部ジュバ地域（ジュバダ・ホーセ）       | Jubbada Hoose     | Lower Juba      | キスマヨ       | 42,876     | 489,307   | 648,937   | 4      |

### 地区（県）

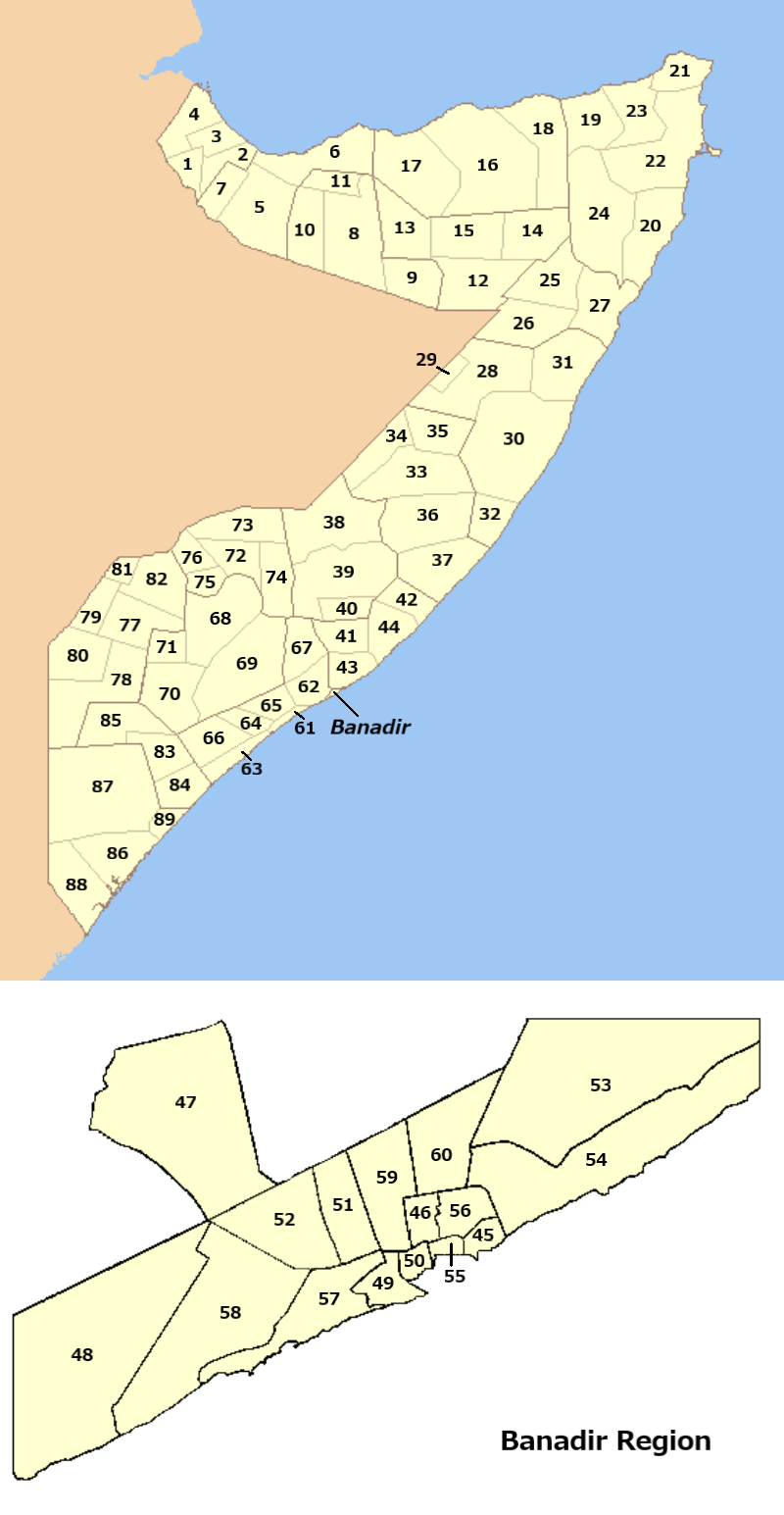
ソマリアの地区

地域（かつての州）の下には90の地区（ソマリ語: Degmo (単数)、英語: District）が存在する。「県」とも訳されるが、現在は行政区画としての実体が無いためここでは「地区」に統一する。
総数は資料によって異なるが、大体90前後である。バナディール地域（モガディシュ）は最多となる16地区から成る一方、バナディールを除いた地域の地区の平均は4地区で、面積ではなく人口規模に応じて設置された。人口は遊牧民および国内避難民の影響を地域以上に受けているため、5年で2倍近い増減が起こっている地区が存在する。
| #  | 名称                   | 名称         | 名称          | 中心都市           | 面積 (km2) | 人口    | 人口      | 人口      | 地域 (州)            |
| #  | 日本語名               | 英語名       | ソマリ語名    | 中心都市           | 面積 (km2) | 2005年  | 2014年    | 2019年    | 地域 (州)            |
| -- | ---------------------- | ------------ | ------------- | ------------------ | ---------- | ------- | --------- | --------- | -------------------- |
| 1  | ボラマ地区             | Borama       | Borama        | ボラマ             | 2,913.7    | 215,616 | 398,609   | 453,434   | アウダル             |
| 2  | バキ地区               | Baki         | Baki          | バキ               | 3,578.3    | 25,500  | 96,885    | 99,157    | アウダル             |
| 3  | ルーガヤ地区           | Lughaya      | Lughaya       | ルーガヤ           | 3,404.9    | 36,104  | 100,819   | 99,157    | アウダル             |
| 4  | ゼイラ地区             | Zeila        | Sayla         | ゼイラ             | 6,314.2    | 28,235  | 76,951    | 72,825    | アウダル             |
| 5  | ハルゲイサ地区         | Hargeisa     | Hargeysa      | ハルゲイサ         | 13,268.1   | 560,028 | 959,081   | 1,044,086 | オーコイ・ガルベード |
| 6  | ベルベラ地区           | Berbera      | Berbera       | ベルベラ           | 10,609.2   | 60,753  | 176,008   | 179,997   | オーコイ・ガルベード |
| 7  | ガビレイ地区           | Gabiley      | Gabiley       | ガビレイ           | 4,066.1    | 79,564  | 106,914   | 97,441    | オーコイ・ガルベード |
| 8  | ブラオ地区             | Burao        | Burco         | ブラオ             | 15,424.8   | 288,211 | 460,354   | 498,249   | トゲアー             |
| 9  | ブーホードレ地区       | Buhoodle     | Buuhoodle     | ブーホードレ       | 6,805.3    | 38,428  | 83,747    | 98,773    | トゲアー             |
| 10 | オドウェイン地区       | Oodweyne     | Oodwayne      | オドウェイン       | 7,975.7    | 42,031  | 101,358   | 87,386    | トゲアー             |
| 11 | シェイク地区           | Sheikh       | Sheekh        | シェイク           | 3,245.2    | 33,625  | 75,904    | 71,387    | トゲアー             |
| 12 | ラス・アノド地区       | Las Anod     | Laascaanood   | ラス・アノド       | 11,240.9   | 75,436  | 156,438   | 226,940   | スール               |
| 13 | アイナバ地区           | Aynabo       | Caynabo       | アイナバ           | 8,779.1    | 30,702  | 59,080    | 46,901    | スール               |
| 14 | タレー地区             | Taleh        | Taleex        | タレー             | 8,877.2    | 25,354  | 73,529    | 53,457    | スール               |
| 15 | フドゥン地区           | Xudun        | Xudun         | フドゥン           | 9,163.4    | 18,785  | 38,380    | 33,133    | スール               |
| 16 | エリガボ地区           | Erigavo      | Ceerigaabo    | エリガボ           | 25,781.6   | 114,846 | 205,318   | 195,781   | サナーグ             |
| 17 | エル・アフウェイン地区 | El Afweyn    | Ceel Afweyn   | エル・アフウェイン | 15,241.1   | 65,797  | 99,950    | 113,789   | サナーグ             |
| 18 | ラス・コレー地区       | Las Khorey   | Laasqoray     | ラス・コレー       | 12,868.3   | 89,724  | 238,855   | 252,497   | サナーグ             |
| 19 | ボサソ地区             | Bosaso       | Boosaaso      | ボサソ             | 7,954.9    | 164,906 | 469,566   | 467,020   | バリ                 |
| 20 | ベイラ地区             | Bayla        | Bandar Beyla  | ベイラ             | 11,027.6   | 14,376  | 15,481    | 15,023    | バリ                 |
| 21 | アルーラ地区           | Alula        | Caluula       | アルーラ           | 4,966.5    | 40,002  | 48,986    | 51,766    | バリ                 |
| 22 | イスクシュバン地区     | Iskushuban   | Iskushuban    | イスクシュバン     | 18,100.9   | 45,027  | 58,415    | 62,264    | バリ                 |
| 23 | カンダーラ地区         | Qandala      | Qandala       | カンダーラ         | 8,043.1    | 42,502  | 52,111    | 52,515    | バリ                 |
| 24 |                        | Qardho       | Qardho        | カルド             | 18,254.2   | 60,825  | 85,588    | 64,346    | バリ                 |
| 25 | ガローウェ地区         | Garowe       | Garoowe       | ガローウェ         | 8,708.5    | 78,322  | 246,702   | 209,904   | ヌガール             |
| 26 |                        | Burtinle     | Burtinle      | Burtinle           | 9,362.3    | 34,674  | 64,963    | 59,092    | ヌガール             |
| 27 | エイル地区             | Eyl          | Eyl           | エイル             | 9,421.1    | 32,345  | 81,032    | 68,593    | ヌガール             |
| 28 | ガルカイヨ地区         | Galkayo      | Gaalkacyo     | ガルカイヨ         | 15,212.3   | 137,667 | 389,194   | 377,473   | ムドゥグ             |
| 29 |                        | Galdogob     | Galdogob      | Galdogob           | 1,858.6    | 40,433  | 79,595    | 72,580    | ムドゥグ             |
| 30 | ホビョ地区             | Hobyo        | Hobyo         | ホビョ             | 25,205.2   | 67,249  | 115,222   | 69,851    | ムドゥグ             |
| 31 | ジャリーバーン地区     | Jariban      | Jariiban      | ジャリーバーン     | 11,176.7   | 39,207  | 81,890    | 74,373    | ムドゥグ             |
| 32 | ハラードヒヤー地区     | Harardhere   | Xarardheere   | ハラードヒヤー     | 4,940.9    | 65,543  | 51,961    | 33,448    | ムドゥグ             |
| 33 | ドゥサマレブ地区       | Dhusamareb   | Dhuusamareeb  | ドゥサマレブ       | 12,682.9   | 91,260  | 144,407   | 99,941    | ガルグドゥード       |
| 34 | アブドゥワク地区       | Abudwak      | Cabudwaaq     | アブドゥワク       | 5,919.7    | 41,067  | 101,959   | 111,449   | ガルグドゥード       |
| 35 | アダド地区             | Adado        | Cadaado       | アダド             | 6,753.9    | 45,630  | 129,588   | 77,426    | ガルグドゥード       |
| 36 | エル・ブール地区       | El Buur      | Ceel Buur     | エル・ブール       | 13,286.6   | 79,092  | 83,610    | 66,070    | ガルグドゥード       |
| 37 | エル・ディール地区     | El Dher      | Ceel Deer     | エル・ディール     | 10,331.7   | 73,008  | 109,870   | 72,923    | ガルグドゥード       |
| 38 | ベレトウェイン地区     | Beledweyne   | Beledweyne    | ベレトウェイン     | 14,886.6   | 144,345 | 235,214   | 231,851   | ヒーラーン           |
| 39 |                        | Buloburde    | Buulo Burte   | Buloburde          | 16,035.6   | 89,120  | 138,283   | 90,880    | ヒーラーン           |
| 40 | ジャラクシ地区         | Jalalaqsi    | Jalalaqsi     | ジャラクシ         | 3,262.0    | 46,724  | 147,189   | 100,263   | ヒーラーン           |
| 41 | ジョハール地区         | Jowhar       | Jowhaar       | ジョハール         | 4,731.4    | 218,027 | 179,097   | 156,220   | 中部シェベリ         |
| 42 |                        | Adan Yabal   | Aadan Yabaal  | Aadan Yabal        | 4,056.6    | 62,917  | 37,781    | 35,879    | 中部シェベリ         |
| 43 | バラド地区             | Balad        | Balcad        | バラド             | 3,999.6    | 120,434 | 212,261   | 183,233   | 中部シェベリ         |
| 44 | アダレ地区             | Adale        | Cadale        | アダレ             | 5,709.5    | 46,720  | 86,896    | 61,428    | 中部シェベリ         |
| 45 |                        | Abdiaziz     | Cabdicasiis   | (モガディシュ)     | 248.2      | 22,153  | 1,650,227 | 2,228,463 | バナディール         |
| 46 |                        | Bondhere     | Boondheere    | (モガディシュ)     | 248.2      | 61,143  | 1,650,227 | 2,228,463 | バナディール         |
| 47 |                        | Daynile      | Dayniile      | (モガディシュ)     | 248.2      | 32,769  | 1,650,227 | 2,228,463 | バナディール         |
| 48 |                        | Dharkenley   | Dharkeenleey  | (モガディシュ)     | 248.2      | 40,983  | 1,650,227 | 2,228,463 | バナディール         |
| 49 |                        | Hamar Jajab  | Xamar Jajab   | (モガディシュ)     | 248.2      | 36,331  | 1,650,227 | 2,228,463 | バナディール         |
| 50 |                        | Hamar Weyne  | Xamar Weyne   | (モガディシュ)     | 248.2      | 43,309  | 1,650,227 | 2,228,463 | バナディール         |
| 51 |                        | Hawle Wadag  | Howl Wadaag   | (モガディシュ)     | 248.2      | 39,114  | 1,650,227 | 2,228,463 | バナディール         |
| 52 | ホダン地区             | Hodan        | Hodan         | (モガディシュ)     | 248.2      | 71,590  | 1,650,227 | 2,228,463 | バナディール         |
| 53 | フリワー地区           | Huriwa       | Huriwaa       | (モガディシュ)     | 248.2      | 43,420  | 1,650,227 | 2,228,463 | バナディール         |
| 54 | カーラーン地区         | Karan        | Kaaraan       | (モガディシュ)     | 248.2      | 123,171 | 1,650,227 | 2,228,463 | バナディール         |
| 55 | シャンガニ地区         | Shangani     | Shangaani     | (モガディシュ)     | 248.2      | 24,368  | 1,650,227 | 2,228,463 | バナディール         |
| 56 | シビス地区             | Shibis       | Shibis        | (モガディシュ)     | 248.2      | 79,751  | 1,650,227 | 2,228,463 | バナディール         |
| 57 | ワベリ地区             | Waberi       | Waaberi       | (モガディシュ)     | 248.2      | 50,864  | 1,650,227 | 2,228,463 | バナディール         |
| 58 |                        | Wadajir      | Wadajir       | (モガディシュ)     | 248.2      | 50,110  | 1,650,227 | 2,228,463 | バナディール         |
| 59 |                        | Warta Nabada | Warta Nabad   | (モガディシュ)     | 248.2      | 53,619  | 1,650,227 | 2,228,463 | バナディール         |
| 60 |                        | Yaqshid      | Yaaqshiid     | (モガディシュ)     | 248.2      | 128,488 | 1,650,227 | 2,228,463 | バナディール         |
| 61 | マルカ地区             | Merca        | Marka         | マルカ             | 926.2      | 192,939 | 198,301   | 180,336   | 下部シェベリ         |
| 62 | アフゴーイ地区         | Afgooye      | Afgooye       | アフゴーイ         | 4,006.5    | 135,012 | 238,655   | 191,431   | 下部シェベリ         |
| 63 | ブラバ地区             | Barawa       | Baraawe       | ブラバ             | 2,827.5    | 57,652  | 74,072    | 56,743    | 下部シェベリ         |
| 64 |                        | Kurtunwarey  | Kurtunwaarey  | Kurtunwaarey       | 2,559.9    | 55,445  | 262,317   | 188,547   | 下部シェベリ         |
| 65 |                        | Qoriyoley    | Qoryooley     | Qoryoley           | 3,255.0    | 134,205 | 292,392   | 207,773   | 下部シェベリ         |
| 66 |                        | Sablale      | Sablaale      | Sablale            | 6,273.9    | 43,055  | 23,447    | 20,213    | 下部シェベリ         |
| 67 | ワンラウェイン地区     | Wanlaweyn    | Wanlaweyn     | ワンラウェイン     | 5,775.5    | 155,643 | 113,035   | 66,459    | 下部シェベリ         |
| 68 | バイドア地区           | Baidoa       | Baydhaba      | バイドア           | 13,227.2   | 227,761 | 315,679   | 515,337   | ベイ                 |
| 69 |                        | Burhakaba    | Buurhakaba    | Burhakaba          | 17,505.7   | 125,616 | 197,198   | 129,759   | ベイ                 |
| 70 | ディンソール地区       | Dinsoor      | Diinsoor      | ディンソール       | 9,698.6    | 75,769  | 174,932   | 139,564   | ベイ                 |
| 71 |                        | Qasahdhere   | Qansax Dheere | Qansahdhere        | 3,506.5    | 98,714  | 104,373   | 61,939    | ベイ                 |
| 72 | フドゥール地区         | Hudur        | Xudur         | フドゥール         | 5,281.6    | 93,049  | 108,902   | 79,232    | バコール             |
| 73 |                        | El Barde     | Ceel Barde    | El Barde           | 7,835.6    | 29,179  | 59,129    | 50,827    | バコール             |
| 74 |                        | Tiyeglow     | Tiyeegloow    | Tiyeglow           | 6,647.7    | 81,053  | 73,675    | 51,734    | バコール             |
| 75 | ワジド地区             | Wajid        | Waajid        | ワジド             | 2,736.6    | 69,694  | 87,869    | 69,575    | バコール             |
| 76 |                        | Rabdhure     | Rab Dhuure    | イェード           | 3,312.3    | 37,652  | 37,652    | 32,986    | バコール             |
| 77 | ガーバハレ地区         | Garbaharey   | Garbahaarey   | ガーバハレ         | 8,011.5    | 57,023  | 76,952    | 121,988   | ゲド                 |
| 78 | バルデラ地区           | Bardera      | Baardheere    | バルデラ           | 14,737.5   | 106,172 | 177,384   | 101,133   | ゲド                 |
| 79 | ベレドハーオ地区       | Beled Hawo   | Beled Xaawo   | ベレドハーオ       | 4,055.7    | 55,989  | 83,116    | 71,052    | ゲド                 |
| 80 | エルワク地区           | El Wak       | Ceel Waaq     | エルワク           | 8,181.8    | 19,996  | 60,046    | 39,782    | ゲド                 |
| 81 | ドーロゥ地区           | Dolow        | Doolow        | ドーロゥ           | 1,777.0    | 26,495  | 41,245    | 56,310    | ゲド                 |
| 82 | ルーク地区             | Luuq         | Luuq          | ルーク             | 8,355.6    | 62,703  | 69,660    | 40,676    | ゲド                 |
| 83 | ブアレ地区             | Bu'ale       | Bu'aale       | ブアレ             | 5,525.8    | 59,489  | 108,986   | 78,011    | 中部ジュバ           |
| 84 | ジリブ地区             | Jilib        | Jilib         | ジリブ             | 5,054.9    | 113,415 | 174,819   | 148,588   | 中部ジュバ           |
| 85 | サーコウ地区           | Sakow        | Saakow        | サーコウ           | 8,225.3    | 65,973  | 79,116    | 59,940    | 中部ジュバ           |
| 86 | キスマヨ地区           | Kismayo      | Kismaayo      | キスマヨ           | 8,711.8    | 166,667 | 162,733   | 377,653   | 下部ジュバ           |
| 87 | アフマドゥ地区         | Afmadow      | Afmadoow      | アフマドゥ         | 27,183.2   | 51,334  | 172,485   | 164,086   | 下部ジュバ           |
| 88 |                        | Badhadhe     | Badhaadhe     | Badhaadhe          | 10,033.3   | 38,640  | 56,178    | 45,956    | 下部ジュバ           |
| 89 | ジャマメ地区           | Jamame       | Jamaame       | ジャマメ           | 2,048.7    | 129,149 | 97,911    | 61,242    | 下部ジュバ           |

#### その他の地区
ここではOCHAに従ったが、資料によっては以下の地区が存在する場合がある。また旧称・別名等は斜体で記載した。
- トゲアー地域
  - アイン地区（フランス語版）（Ayn）：プントランドが「アイン州」として領有権を主張しているが、少なくとも内戦前は存在していない。その領域はブーホードレ地区とほぼ重なる。なお紛争地域「SSCソマリア」のCはアイン地区のソマリ語名Caynに由来する。
- サナーグ地域
  - バハン地区（Badhan）：ジブチ和平会議の資料、UNDP (2005)に記載。中心都市はバハンで、人口は55,000人。なおラス・コレー/バハン地区と併記する例が存在する（2005年、FSNAU[54]）。
  - ダハール地区（Dhahar）：ジブチ和平会議の資料に記載されている。中心都市はダハール。
- ヌガール地域
  - ダンゴラヨ地区（英語版）（Dangorayo）：ジブチ和平会議の資料、UNDP (2005)に記載されている。中心都市はダンゴラヨ（英語版）、人口は20,331人。OCHAではガローウェ地区の一部とされる。
- ガルグドゥード地域
  - Galhareri District（Galhareri）：ジブチ和平会議の資料に記載。
- 中部シェベリ地域
  - Mahaday Weyn：UNDP (2005)に記載。
  - Warsheikh District：UNDP (2005)に記載。
- バナディール地域
  - カーダ地区（英語版）（Kaxda）
  - マディーナ地区（Madina）：Wadajir地区の別名。
  - Wardhigley地区：Warta Nabada地区の2012年までの旧称。
- バコール地域
  - イェード地区（英語版）（Yed, Yeed）：ジブチ和平会議の資料に記載。ただし同資料にはRabdhure地区が無いこと、同名の都市イェード（英語版）はRabdhure地区の首府であることから、両者の混同したか、Rabdhure地区の別名である可能性がある。
- ゲド地域
  - Burdhubo District：UNDP (2005)に記載。中心都市はBurdhubo、人口は19,006人。

## 歴史

### 独立以前

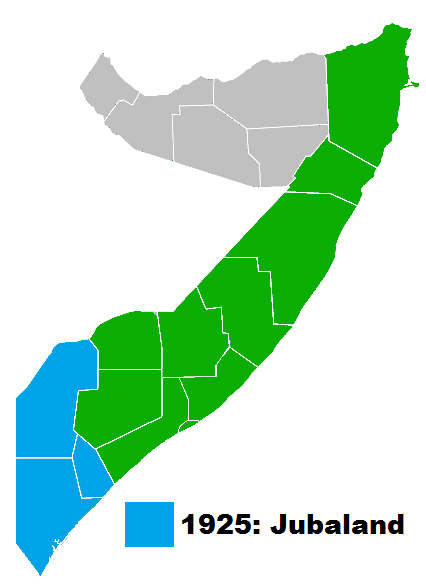
ソマリアの形成
グレー：イギリス領ソマリランド
緑：イタリア領ソマリランド
青：イタリア領ジュバランド

現在のソマリアにあたる地域は、20世紀初頭にイギリス領ソマリランド、イタリア領ソマリランド、イタリア領トランス・ジュバの3植民地に分割されていた。ただしトランス・ジュバ植民地は短期間でイタリア領ソマリランドへ併合された。第二次世界大戦では1940年8月にイタリアがイギリス領ソマリランドに侵攻し同地を占領、全域がイタリアの勢力下にあった。
イギリス領ソマリランド（1884年 - 1960年）、ソマリランド国（1960年）
イギリス領ソマリランドは、6つの地区（District）に分割されていた。なお1991年に独立を宣言したソマリランド共和国ではこの行政区画が復活した。
1. ベルベラ（Berbera）
2. ボラマ（Borama）
3. ブラオ（Burao）
4. エリガボ（Erigavo）
5. ハルゲイサ（Hargeisa）
6. ラス・アノド（Las Anod）

イタリア領ソマリランド（1889年 - 1936年）、イタリア領東アフリカ（1936年 - 1941年）、イタリア信託統治領ソマリア（1950年 - 1960年）

ソマリア県の範囲

イタリア領ソマリランドが成立した当初、南限はジュバ川までであった。1924年、南のイギリス領ケニアのジュバランド州がイタリアへ割譲され、イタリア領トランス・ジュバ（イタリア語: Oltre Giuba、ジュバ川の向こう）となった。トランス・ジュバ植民地は2年後の1926年にソマリランド植民地へ編入された。トランス・ジュバ植民地は現在のジュバランド（ゲド、中部ジュバ、下部ジュバ）にあたる。
1931年、イタリア領ソマリランドは7つの管区（Commissariato）に分割された。1936年、エチオピア帝国の併合によって東アフリカ植民地が成立するとソマリランド植民地はその一部となり、エチオピアのオガデン地方と共にソマリア県の管轄とされた。ソマリア県は8つの管区に分割され、更に管区は居住区（レジデンツァ、Residenza）に細分化された。以下はソマリア県時代の管区・居住区の一覧である。ただし地名はイタリア語ではなく現在の表記である。統計は1931年時点のもので、ヌガール管区のデータが存在しない。
| 管区名         | イタリア語名  | 首府         | 面積 (km2) | 人口 (1931年) | 居住区                                                                                |
| -------------- | ------------- | ------------ | ---------- | ------------- | ------------------------------------------------------------------------------------- |
| 上部ジュバ     | Alto Giuba    | バイドア     | 90,270     | 292,263       | バイドア、ブーハカバ、フドゥール、ルーク、ディンソール                                |
| 上部シェベリ   | Alto Scebeli  | ブーロブーデ | 80,630     | 257,219       | ブーロブーデ、エル・デレ（El Dere、現在のエチオピア）、ベレトウェイン、バラド、アダレ |
| 下部ジュバ     | Basso Giuba   | キスマヨ     | 82,270     | 173,994       | キスマヨ、ジャマメ、アフマドゥ、ジリブ、バルデラ                                      |
| 下部シェベリ   | Basso Scebeli | マルカ       | 29,510     | 109,644       | マルカ、ブラバ、Awdheegle、アフゴーイ                                                 |
| ミギルティニア | Migiurtinia   | ハフーン     | 59,100     | 48,863        | ハフーン、アルーラ、ボサソ、カンダラ                                                  |
| モガディシュ   | Mogadiscio    | モガディシュ | 43         | 20,288        | モガディシュ                                                                          |
| ムドゥグ       | Mudugh        | ガルカイヨ   | 155,300    | 119,301       | ガルカイヨ、ホビョ、エル・ブール、ドゥサマレブ                                        |
| ヌガール       | Nogal         | エイル       | -          | -             | エイル、ガローウェ                                                                    |

戦後、イギリス軍政期を経て信託統治領ソマリランドとなり、行政区画は管区から地区（District）へ変更された。合邦時は上部ジュバ、下部ジュバ、バナディール、ヒーラーン、ミギルティニア、ムドゥグの6地区に分割されていた。

### ソマリア共和国

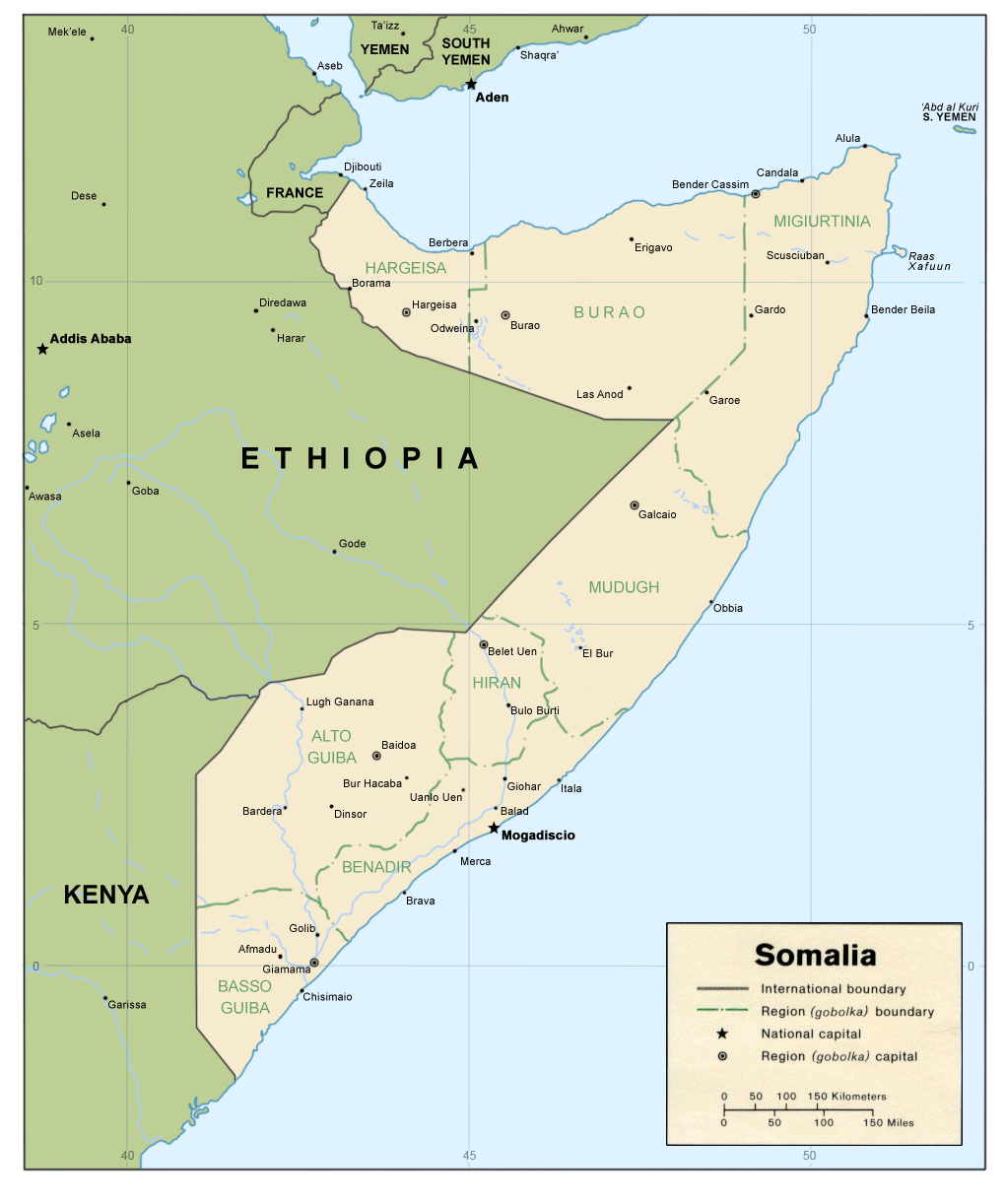
ソマリア共和国の行政区画

ソマリランド国と信託統治領ソマリランドは1960年7月1日に合邦し、ソマリア共和国が成立した。最初は植民地時代の12地区（英・伊それぞれ6地区）がそのまま使われたが、1962年6月14日に州および地域制度が導入され、全土は8州に区分された。また旧イギリス領は「北部地域」、旧イタリア領は「南部地域」と呼ばれるようになった。北部地域は6地区が合併し2州となったが、南部地域は6地区がそのまま州へ移行した。1963年8月14日、州の下位区分として地区（県とも、植民地時代とは異なる）が設置され、1967年2月8日に州 - 地区の2層構造が確立した。
州知事は中央政府で閣僚会議の選考、内務大臣の推薦、大統領の署名を経て任命された。
| 州名             | Region        | 州都           | 面積 (km2) | 人口 (1961年) | 地域 | 備考                                                                 |
| ---------------- | ------------- | -------------- | ---------- | ------------- | ---- | -------------------------------------------------------------------- |
| 上部ジュバ州     | Alto Giuba    | バイドア       | 131,492    | 362,234       | 南部 |                                                                      |
| 下部ジュバ州     | Basso Giuba   | ジャマメ       | 49,917     | 113,449       | 南部 | 1968年またはそれ以前に、州都をキスマヨからジャマメへ移転。           |
| バナディール州   | Banaadir      | モガディシュ   | 45,004     | 387,600       | 南部 |                                                                      |
| 北東部州         | North-Eastern | ブラオ         | 128,000    | 330,000       | 北部 | ブラオ州とも。ブラオ、エリガボ、ラス・アノドの各地区が合併し成立。   |
| 北西部州         | North-Western | ハルゲイサ     | 48,000     | 270,000       | 北部 | ハルゲイサ州とも。ベルベラ、ボラマ、ハルゲイサの各地区が合併し成立。 |
| ヒーラーン州     | Hiiraan       | ベレトウェイン | 25,647     | 176,528       | 南部 |                                                                      |
| ミギルティニア州 | Migiurtinia   | ボサソ         | 90,744     | 82,653        | 南部 |                                                                      |
| ムドゥグ州       | Mudug         | ガルカイヨ     | 118,737    | 141,120       | 南部 |                                                                      |

### ソマリア民主共和国
1969年の軍事クーデターで権力を握ったバーレは、1972年6月8日の「地方政府改革法」で州や地区といったあらゆる地方自治体を政府の直轄下に置いた。1977年2月3日の「地方自治体法」によって、すべての地方自治体の議会がソマリ社会主義革命党の一党独裁制に組み込まれた。1982年（またはそれ以前）に8州は16州へ分割された。1984年6月、オーコイ・ガルベード州からアウダル州が、ヌガール州からスール州が分離し、18州となった（資料によっては2州の追加は無かったとする場合がある）。
州議会の議員は地区議会が選出していた。またすべての地方議会には政府・軍部が深く関わっており、バーレ政権以前のような民主主義的な行政制度では無かった。